# Fernando Malara
Fernando Malara (Buenos Aires, Argentina, 18 de septiembre de 1980) es un ex-baloncestista profesional argentino. Desarrolló casi toda su carrera en la Liga Nacional de Básquet, el certamen más importante y competitivo del baloncesto argentino. Actualmente se desempeña como entrenador en Ferro de San Salvador de La Liga Federal. 

## Trayectoria
Malara comenzó a jugar al baloncesto en el Centro Familiar Don Bosco de San Isidro, pasando luego a la cantera del Deportivo San Andrés. En 1996 fue reclutado por Independiente de General Pico, club con el que haría su debut en la Liga Nacional de Básquet el 23 de noviembre de 1997 en un partido ante Quilmes de Mar del Plata.
Para hacerlo ganar más experiencia como jugador, en 1998 los pampeanos lo enviaron a préstamo al club Banco Provincia de la localidad bonaerense de Vicente López, que en esa época competía en la Liga B. Tras un año allí, retornó a Independiente, entrando ahora si en la rotación del plantel.
Malara dejó General Pico en 2001, jugando una temporada en Regatas de San Nicolás y otra en Estudiantes de Olavarría, para desembarcar finalmente en Boca Juniors por pedido del entrenador Sergio Hernández. Ese año el alero hizo un importante aporte para que su equipo conquistara la Liga Nacional de Básquet 2003-04. Tras dos temporadas más en Boca, Malara se unió a Atenas en 2006, con la misión de sumar su talento para que el club cordobés recuperase el protagonismo a nivel nacional. Sin embargo ese objetivo no se cumplió, ya que el alero no culminó la temporada a causa de una lesión en el tobillo.
En 2007 acordó su incorporación a Sionista, club con el que sólo jugó 22 partidos antes de ser desvinculado por el entrenador. De todos modos Malara terminó esa temporada 2007-08 vistiendo la camiseta de Central Entrerriano, institución a la que arribó a fines de febrero de 2008 en reemplazo del lesionado Gabriel Díaz.
El alero partió a México para competir en la LNBP con la camiseta de Loros de la Universidad de Colima, pero sólo permaneció allí un semestre antes de retornar a su país y firmar con Peñarol como sustituto de Marcos Mata.
Siguieron dos temporadas con Lanús y tres con Olímpico de La Banda, antes de retornar en 2014 a Atenas. Por su bajo rendimiento fue cortado a mitad de temporada del plantel cordobés, recalando luego en Regatas de Corrientes.
Sus últimas dos temporadas en LNB las disputó en el club Estudiantes Concordia. Allí, luego de sufrir una lesión que lo dejó fuera de competición por varios meses durante su primer año, contribuyó con su equipo para que alcanzara los playoffs en 2017.
Se retiró jugando una temporada en el Torneo Federal de Básquetbol para Capuchinos de Concordia.

### Clubes
| Club                              | País      | Año         |
| --------------------------------- | --------- | ----------- |
| Independiente de General Pico     | Argentina | 1997 - 1998 |
| Banco Provincia                   | Argentina | 1998 - 1999 |
| Independiente de General Pico     | Argentina | 1999 - 2001 |
| Regatas de San Nicolás            | Argentina | 2001 - 2002 |
| Estudiantes de Olavarría          | Argentina | 2002 - 2003 |
| Boca Juniors                      | Argentina | 2003 - 2006 |
| Atenas                            | Argentina | 2006 - 2007 |
| Sionista                          | Argentina | 2007 - 2008 |
| Central Entrerriano               | Argentina | 2008        |
| Loros de la Universidad de Colima | México    | 2008        |
| Peñarol de Mar del Plata          | Argentina | 2008 - 2009 |
| Lanús                             | Argentina | 2009 - 2011 |
| Olímpico de La Banda              | Argentina | 2011 - 2014 |
| Atenas                            | Argentina | 2014        |
| Regatas de Corrientes             | Argentina | 2015        |
| Estudiantes Concordia             | Argentina | 2015 - 2017 |
| Capuchinos de Concordia           | Argentina | 2017 - 2018 |

## Selección nacional
Malara fue miembro de los seleccionados juveniles de baloncesto de Argentina, llegando a participar del Campeonato Mundial de Baloncesto Sub-19 de 1999 y del Campeonato Mundial de Baloncesto Sub-21 Masculino de 2001. 